# Hälsa gud
Hälsa gud är en sång skriven och komponerad av av Miss Li och Sonny Boy Gustafsson. Sång spelades in av Miss Li själv, som också släppte den som singel den 28 oktober 2022.

## Handling
Sångtexten handlar om hur jag-personen stöter på Jesus på en krog, och efter ett samtal kring problemen på jorden ber hon honom att hälsa Gud att hon behöver framtidstro. Efter att låten släpptes fick Miss Li hemskickat över 250 exemplar av bibeln.
Handlingen genomsyras av det teologiska och idéhistoriska temat som kallas teodicén, hur en evigt god och omnipotent gud kan förenas med möjligheten av stort mänskligt lidande. Detta belyses bäst i raderna "Sorry om jag stör, men världen är ju helt jäkla körd", samt Lindas bön om "lite mindre krig och svält och fattigdom och hat och sånt".

## Listframgångar
Låten låg på Svensktoppen mellan 6 november 2022 och 3 september 2023, med förstaplats som högsta placering där. På Digilistan har låten placerats som bäst på första plats. Den 14 juli 2023 släppte Martinez en cover på låten.

### Listplaceringar
| Lista(2020)          | Topplacering |
| -------------------- | ------------ |
| Sverige (Digilistan) | 1            |